# Halové mistrovství Evropy v atletice 2007 – běh na 60 metrů žen
Běh na 60 metrů žen na halovém ME 2007 se uskutečnil dne 3. a 4. března v hale National Indoor Arena (The NIA) v britském Birminghamu. Titul vybojovala výkonem 7,12 s belgická sprinterka Kim Gevaertová, která tímto počinem dovršila zlatý hattrick, když dokázala uspět rovněž na halovém ME 2002 a halovém ME 2005.

## Finálové výsledky
| Umístění         | Dráha | Jméno                 | Národnost          | Výsledek | Poznámka |
| ---------------- | ----- | --------------------- | ------------------ | -------- | -------- |
| Zlatá medaile    | 3     | Kim Gevaertová        | Belgie             | 7,12 s   |          |
| Stříbrná medaile | 6     | Jevgenija Poljakovová | Rusko              | 7,18 s   |          |
| Bronzová medaile | 1     | Daria Onyśková        | Polsko             | 7,20 s   | PB       |
| 4.               | 4     | Jeanette Kwakyeová    | Spojené království | 7,20 s   |          |
| 5.               | 8     | Tezdžan Naimovová     | Bulharsko          | 7,22 s   |          |
| 6.               | 5     | Ekaterini Thanouová   | Řecko              | 7,26 s   |          |
| 7.               | 7     | Susanna Kallurová     | Švédsko            | 7,29 s   |          |
| 8.               | 2     | Magdalena Christovová | Bulharsko          | 7,33 s   |          |

Poznámka: PB = osobní rekord